# Jefferson (condado de York, Pensilvania)
Jefferson es un borough ubicado en el condado de York en el estado estadounidense de Pensilvania. En el año 2000 tenía una población de 631 habitantes y una densidad poblacional de 400.2 personas por km².

## Geografía
Jefferson se encuentra ubicado en las coordenadas 39°49′00″N 76°50′30″O / 39.81667, -76.84167.

## Demografía
Según la Oficina del Censo en 2000 los ingresos medios por hogar en la localidad eran de $43,542 y los ingresos medios por familia eran $49,028. Los hombres tenían unos ingresos medios de $37,313 frente a los $27,031 para las mujeres. La renta per cápita para la localidad era de $19,070. Alrededor del 1.7% de la población estaba por debajo del umbral de pobreza.